# 627년

## 연호
- 당(唐) 정관(貞觀) 원년
- 신라(新羅) 건복(建福) 44년

## 기년
- 당(唐) 태종(太宗) 원년
- 신라(新羅) 진평왕(眞平王) 49년
- 고구려(高句麗) 영류왕(榮留王) 10년
- 백제(百濟) 무왕(武王) 28년

## 사건
- 8월, 신라에 큰 서리가 내려 곡식들이 모두 얼어죽다. 이 상해의 영향으로 다음 해에 대기근이 창궐하다.
- 12월 12일 - 동로마 제국의 황제 헤라클리우스가 사산조 페르시아의 니네베를 침략하여 페르시아의 대군을 무너뜨리다.